# Toxopsiella dugdalei
Toxopsiella dugdalei là một loài nhện trong họ Deinopidae. T. dugdalei được miêu tả năm 1964 bởi Raymond Robert Forster.